# Giuseppe Rum
Il Giuseppe Rum è un traghetto di proprietà della compagnia di navigazione italiana Maregiglio, in servizio per Toremar con contratto di nolo marittimo.

## Caratteristiche
Costruito dal Cantiere navale Fratelli Giacalone di Mazara del Vallo (TP) per sostituire il vecchio traghetto Oceania, il Giuseppe Rum è stato varato e consegnato alla Maregiglio nel 2005; porta il nome del fondatore della compagnia, venuto a mancare nel dicembre del 2000.
La nave, costruita appositamente per la rotta Porto Santo Stefano-Isola del Giglio, dispone esclusivamente di servizi essenziali quali bar, sala poltrone e solarium sul ponte esterno; è inoltre coperta dalla connessione Wi-Fi durante la traversata. La capacità di trasporto è pari a 623 passeggeri e 40 automobili al seguito.
La propulsione è affidata a una coppia di motori Deutz da 8 cilindri in grado di erogare una potenza complessiva di 2.998 kW; la velocità di crociera è pari a 16,5 nodi.

## Servizio
Il Giuseppe Rum è entrato in servizio nel 2005 sulla tratta Porto Santo Stefano-Giglio Porto, operando per conto della compagnia locale Maregiglio fino al 2012; in quell'anno la Toremar, a seguito dell'acquisto da parte della società di navigazione Moby, ha noleggiato il traghetto per la durata complessiva di 12 anni al fine di sostituire il vecchio Aegilium, ceduto alla società GesTour di Napoli. 

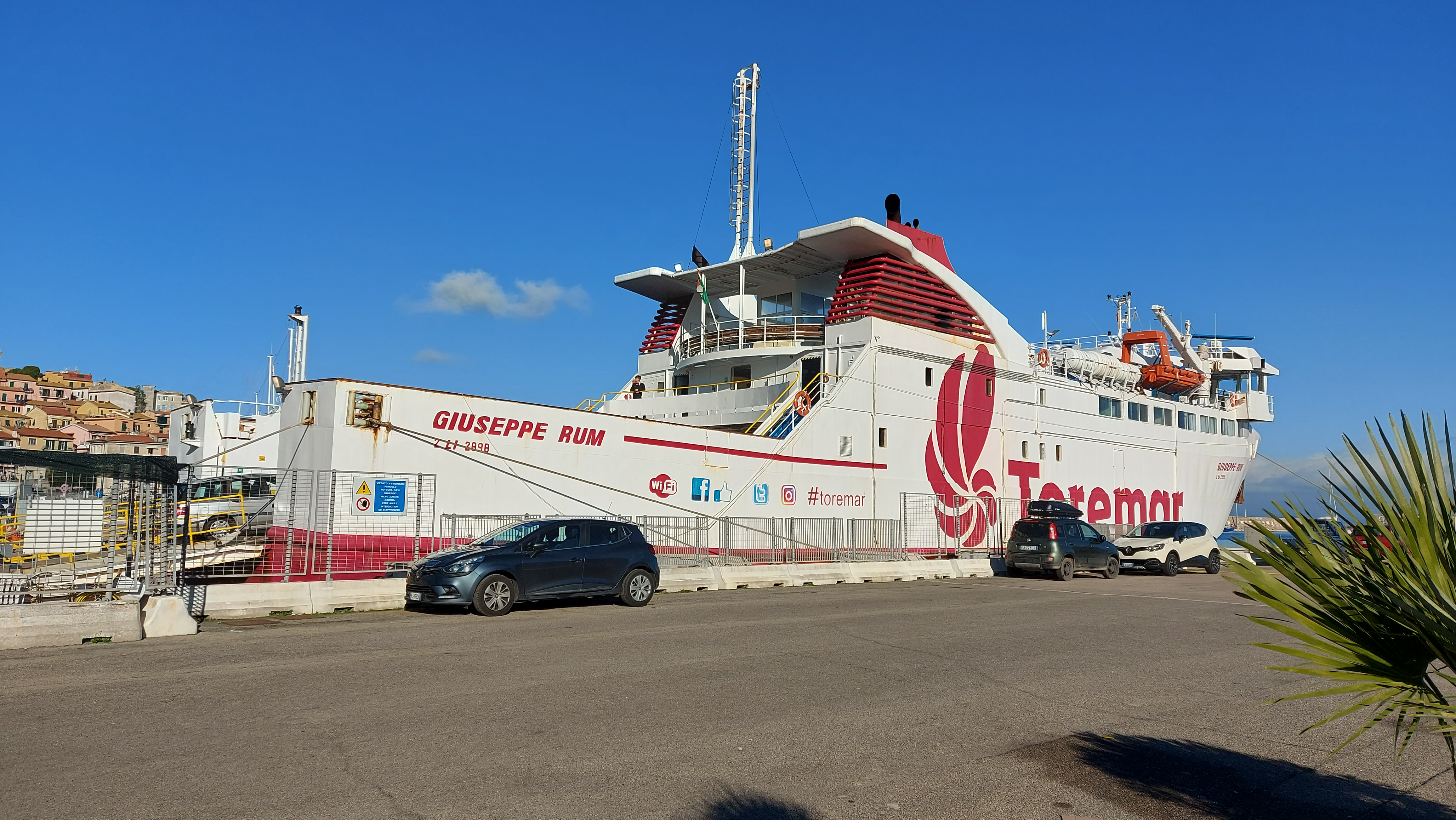
Il Giuseppe Rum ormeggiato al terminal traghetti di Porto Santo Stefano.

L'operazione ha creato malumore presso la popolazione del Giglio e tra gli utenti della tratta, a causa delle previste riduzioni del personale imbarcato e del numero di corse assicurate tra l'isola e il continente; malgrado ciò l'accordo è stato siglato a febbraio 2012 e la nave ha iniziato a operare nel successivo mese di marzo per la compagnia locataria.
Ogni anno effettua regolarmente un periodo di disarmo nel porto di Livorno, dove viene sottoposta ad ordinaria manutenzione.